# Oxymegaspis angulata
Oxymegaspis angulata är en insektsart som beskrevs av Victor Lallemand 1954. Oxymegaspis angulata ingår i släktet Oxymegaspis och familjen spottstritar. Inga underarter finns listade i Catalogue of Life.